# Harry Seeley
Harry Govier Seeley (London, 1839. február 18. – London, Kensington, 1909. január 8.) angol paleontológus. Zoológiai szakmunkákban nevének rövidítése: „Seeley”.

## Élete és munkássága
Harry Seeley Londonban született. Richard Hovill Seeley ékszerész és annak második feleségének, Mary Goviernek a fia volt. A kensingtoni Royal School of Mines-ban tanult, aztán 1859-től Adam Sedgwick asszisztense lett Cambridge-ben, a Woodwardian Museum-nál. 1863-ban Cambridge-ben a Sidney Sussex College-ban sikeresen elvégezte tanulmányait. A British Museum is és az angol Geological Survey is meghivta Seeleyt munkatársnak, de ő mindkettőjük meghívását visszautasította, mivel önállóan akart dolgozni. Később elfogadott a cambridge-i King's College-ben egy földrajztanári állást. 1876-ban a londoni Bedford College-ban dolgozott. 1896 és 1905 között a Dulwich College geológiai és fiziológiai oktatója, illetve a londoni King's College geológiai és ásványtani professzora volt.
1872-ben feleségül vette Eleanora Jane-t, aki William Mitchell of Bath leánya volt. Harry Seeley leánya, Maude Arthur Smith Woodward FRS-tag felesége lett. Seeley 69 évesen, a londoni Kensingtonban halt meg. A Brookwood temetőben temették el.

## Dinoszauruszok
Seeley a dinoszauruszokat két csoportra osztotta, a hüllőmedencéjűekre (Saurischia) és a madármedencéjűekre (Ornithischia). A csoportok különválasztásánál, Seeley figyelembe vette a medencecsontokat és az ízületeket is. 1888-ban kiadta tanulmányát, amelyről egy évvel korábban már előadást is tartott. A kortárs őslénykutatók, abban az időben sokféle kategóriába helyezték a dinosauruszokat; a kategóriák megalkotásában a lábfejek és a fogak alakja játszott szerepet. A mai napig csak a Seeley-féle csoportosítás maradt fent. Ő volt az első, aki megértette, hogy a madarak nem a madármedencéjűek leszármazottjai, hanem a hüllőmedencéjűeké. Harry Seeley annyira különbözőnek tartotta a két csoportot, hogy egyik javaslata szerint a dinoszauruszokat szét kéne választani, nem pedig egyetlen csoportnak tekinteni, mivel úgysem egy őstől származnak. Csak az 1980-as években, az új kladisztikus vizsgálatok bizonyították be, hogy a hüllőmedencéjűek és a madármedencéjűek csoportjainak a triász korban közös őse volt. Élete során Seeley számos dinoszaurusznak adott nevet, és sok maradványt írt le.
Híres könyve, amelynek címe „Pterosaurs, Dragons of the Air” (1901), a pteroszauruszok és a madarak párhuzamát hivatott bemutatni. Seeley szerint a pteroszauruszoknak és a madaraknak közös őse volt, de manapság tudjuk már, hogy ez az állítás nem igaz. Sir Richard Owen őslénykutatót felbőszítette azzal az állítással, miszerint a pteroszauruszok melegvérűek és aktív repülők voltak, mivel Owen ezeket az állatokat hidegvérű, lassú, siklórepülőnek tartotta. Manapság tudjuk, hogy Seeleynek volt igaza.
1879 júniusában megválasztották FRS-tagnak, a hüllőkkel és dinoszauruszokkal kapcsolatos kitartó munkájáért. 1887-ben elnyerte a Croonian Lecture meghivását.

## Harry Seeley által alkotott és/vagy megnevezett taxonok
Az alábbi linkben megnézhető Harry Seeley taxonjainak egy része.

### Fordítás
- Ez a szócikk részben vagy egészben  a   Harry Seeley című angol Wikipédia-szócikk fordításán alapul.  Az eredeti cikk szerkesztőit annak laptörténete sorolja fel. Ez a jelzés csupán a megfogalmazás eredetét és a szerzői jogokat jelzi, nem szolgál a cikkben szereplő információk forrásmegjelöléseként.